# Euripus phygalia
Euripus phygalia är en fjärilsart som beskrevs av Hans Fruhstorfer 1903. Euripus phygalia ingår i släktet Euripus och familjen praktfjärilar. Inga underarter finns listade i Catalogue of Life.